# Liste des sénateurs de la province de l’Ituri
 (mai 2024).
Cette page recense l'historique des  sénateursde la province de l'Ituri.
La province de l'Ituri compte au total quatre(4) sénateurs comme toutes les autres provinces de la République démocratique du Congo (excepté la ville province de Kinshasa qui en compte 8 au total). Les sénateurs de l'Ituri sont élus au second degré par l'Assemblée provinciale de l’Ituri

## Mandature 2019-2024
L'élection des sénateurs a lieu le 15 mars 2019, la validation des mandats se déroule le 5 avril 2019 au siège de Sénat.  
| Prénom Nom Post-Nom      | Sexe | Parti | Notes           |
| ------------------------ | ---- | ----- | --------------- |
| Tibasima Mbogemu Ateenyi | M    | AAB   | élu par 12 voix |
| Pierrot Uweka Ukaba      | M    | PPRD  | élu par 6 voix  |
| Medard Autsai Asenga     | M    | PPRD  | élu par 6 voix  |
| Alphonse Ukeci Muwsa     | M    | AAB   | élue par 3 voix |